# Omega Sagittarii
Omega Sagittarii (ω Sgr / 58 Sagittarii / HD 188376 / HR 7597) es una estrella en la constelación de Sagitario de magnitud aparente +4,70. Se encuentra en el extremo noroeste del Terebellum, asterismo formado por un cuadrilátero de estrellas. Situada a 78 años luz de distancia del sistema solar, es la más cercana entre las cuatro estrellas de este asterismo.
Omega Sagittarii es una estrella de tipo espectral G5 y 5452 K de temperatura efectiva catalogada como enana o subgigante. Sus valores de luminosidad —7,4 veces superior a la del Sol— y diámetro —2,9 veces más grande que el diámetro solar— son excesivos para una estrella de características similares al Sol, por lo que su clasificación como G5IV de acuerdo a la base de datos SIMBAD parece la más adecuada. Tampoco hay acuerdo en cuanto a su edad, que según la fuente consultada puede ser de 4470 o 7400 millones de años.
Su masa estimada es un 40% mayor que la masa solar y su metalicidad —abundancia relativa de elementos más pesados que el helio— es solo un 7% inferior a la del Sol.
Estudios realizados con el telescopio espacial Spitzer no han detectado en Omega Sagittarii un exceso en la emisión de radiación infrarroja a 24 y 70 μm, normalmente asociada a la presencia de un disco circunestelar de polvo.